# Fisioterapia dermatofuncional
A fisioterapia dermatofuncional é uma especialidade da fisioterapia que atua na prevenção, promoção e recuperação do sistema tegumentar (pele) cujo comprometimento pode estar relacionado a alguns distúrbios metabólicos, linfáticos, endócrinos, dermatológicos, neurológicos e do sistema osteomioarticular. São disfunções inseridas no exercício profissional da fisioterapia dermatofuncional a obesidade, a flacidez de pele, a gordura localizada, as estrias, o fibroedema gelóide e as cicatrizes, entre outras disfunções. Antigamente era conhecida como Fisioterapia Estética.
Atua nas condições dermatológicas integradas com a qualidade funcional do indivíduo, estando relacionada com a funcionalidade dos tecidos. Está ligada a uma abordagem multidisciplinar, associando a fisioterapia com nutricionistas, profissionais de educação física, endocrinologistas, dermatologistas, angiologistas e cirurgiões plásticos, garantindo melhores resultados e satisfação ao paciente.
Os recursos utilizados pelos profissionais atuantes podem ter ação isolada ou de terapia combinada, associando dois agentes ou mais, sejam eles térmicos, elétricos, mecânicos e fototerapeuticos. Dentre as possibilidades para o tratamento de redução da gordura localizada, os mais citados nas bases de dados recentes são:
- ultrassom
- eletroterapia invasiva e não-invasiva
- endermologia
- radiofrequência
- laserterapia
- crioterapia